# العصر الحجري الياباني القديم
العصر الحجري الياباني (باليابانية: 旧石器時代 كيوسيكي-جيداي) هي الفترة التي تقع بين 100000 ق.م. إلى 30000 ق.م. حيث استخدمت الأدوات الحجرية الأولى والذي يمتد إلى نهاية العصر الجليدي حيث ابتدأت فترة جومون. تم اكتشاف أقدم عظام لليابانيين في هاماماتسو، شيزوكا وبالفحص تبين أنها تعود إلى ما قبل 14000 إلى 18000 سنة خلت.

## حجارة وأدوات مصقولة
العصر الحجري في اليابان مميز بسبب أوائل استخدام لنوع من الحجارة يعرف باسم حجارة الأرض (ground stone) بالإضافة إلى الحجارة المصقولة في العالم،  هذا يعود إلى حوالي عام 30000 ق.م. وهي التقنية التي ترافق دخول العصر الحجري الحديث في أنحاء العالم الأخرى. لم يعرف سبب استخدام أدوات كهذه في أوقات مبكرة في اليابان على الرغم من أن تلك الفترة كانت دافئة نسبياً في أنحاء العالم وقد يكون الأرخبيل الياباني قد استفاد من هذا الدفئ، ولهذا السبب فإن تعريف العصر الحجري الياباني يختلف عن تعريف العصر الحجري التقليدي.

## سكان
يعتقد أن سكان اليابان في العصر الحجري، بالإضافة إلى فترة جومون يتصلون إلى المجموعات العرقية التي احتلت مناطق واسعة من آسيا قبل توسع السكان إلى ما يعرف اليوم بمناطق الصين، كوريا واليابان.
دراسة الهيكل العظمي تظهر تشابه مع الكثير من العرقيات التي تواجدت في آسيا في تلك الفترة. ويعتقد أن السكان الأصليين الأينو الذي يسكن معظمهم اليوم في هوكايدو (الجزء الشمالي من البلاد) أنهم قد انحدروا من عرقيات آسيوية بسبب التشابه في تركيبات الهيكل العظمي والأسنان.

## آثار العصر الحجري
لم تبدأ دراسة العصر الحجري في اليابان إلا مؤخراً، حيث تم العثور على أول موقع يعود إلى العصر الحجري بعد الحرب العالمية الثانية، وذلك بسبب الافتراضات السابقة أن الناس لم يقطنوا اليابان قبل فترة جومون.
في عام 2000 اهتزت سمعة دراسات العصر الحجري الياباني بشدة بعد أن كشفت صحيفة ماينيتشي عن صور تصور شن-إتشي فوجيمورا وهو دارس آثار هاو يقوم بدفن بعض القطع الأثرية في موقع كاميتاكاموري في محافظة مياغي والكشف عن الآثار في اليوم الثاني، واعترافه باختلاق قصص عن اكتشاف أثري أمام الصحفيين، حيث تم عزله من زمالة جمعة علماء الآثار اليابانية وفتح تحقيق تم الكشف فيه أن معظم الآثار التي وجدها كانت من صناعته.